# Silene virginica
Silene virginica — вид квіткових рослин родини Гвоздичні (Caryophyllaceae).

## Поширення
Рослина росте в відкритих лісах і кам'янистих схилах на сході Північної Америки, починаючи від Флориди і далеко на північ до Онтаріо.

## Опис
Квітка сягає близько п'яти сантиметрів в діаметрі і складається з п'яти зубчастих, яскраво-червоних пелюсток, які простягаються в довгу трубку. Це невелика (20–80 см заввишки), короткоживуча багаторічна (2–3 років) рослина зі списоподібним листям. Її стебла і основи квітів покриті короткими липкими волосками. Цвітіння починається в кінці весни і триває протягом усього літа.